# Heterarmia dissimilis
Heterarmia dissimilis là một loài bướm đêm trong họ Geometridae.